# Associação Desportiva do Exército Austríaco
A Associação Esportiva do Exército Austríaco (em em alemão:  Österreichischer Heeressportverband, short: ÖHSV   ) foi fundada em 19 de outubro de 1967 no teatro do Maria-Theresien-Barrack durante a assembléia geral. O responsável, portanto, foi o Ministro Federal da Defesa, Dr. Georg Prader. A sua ordem ministerial diz: "Nesta organização, os oficiais e suboficiais desportivos devem encontrar um novo campo de actividade disponível nos seus tempos livres." A Associação Desportiva do Exército Austríaco fará sempre um esforço para manter os contactos e ligações com outras federações desportivas civis. O maior patrocinador desta organização são as Forças Armadas Austríacas.

## História
Em 1930, a Associação Desportiva do exército austríaco foi fundada como uma associação de o Ministério da Guerra. Um precursor já existia em 1921. Foi uma Associação Desportiva de guarnição do Forças Armadas Austríacas no Primeira República Austríaca. A estrutura era muito semelhante à de hoje em dia.
Esta organização destacou-se da política na Primeira República Austríaca e no estado corporativo . Em 1935, a Associação Esportiva do Exército Austríaco retirou-se dos eventos civis. O novo foco foi definido em competições militares.
Em 1938 a organização foi dissolvida. Durante o período de ocupação pelos Aliados, após a Segunda Guerra Mundial, um clube esportivo foi fundado a partir da B-Constabulary no Tirol. Este clube começou em 1956 como a primeira Associação Esportiva do Exército, seguida por clubes em Graz, Salzburgo e Viena.
Surgiu a ideia de criar um novo corpo diretivo. As organizações civis temiam a expansão de uma organização desportiva militar análoga às organizações do Bloco de Leste. Tinham medo de perder atletas e promoções financeiras. O Ministro Federal da Defesa, Dr. Georg Prader, ordenou em 1965 a fundação da Associação Esportiva do Exército Austríaco. O restabelecimento aconteceu em 19 de outubro de 1967.
Desde 1992, a Associação Esportiva do Exército Austríaco se dividiu em nove associações nacionais e 90 categorias esportivas. A organização sediou ou apoiou campeonatos internacionais várias vezes. Alguns exemplos são Ironman Austria, Biathlon World Championships 2005, Marc-Aurel-March ou a parte austríaca da Supermaratona Viena-Bratislava-Budapeste.

## Sucessos esportivos
Em 1988, o subtenente biatleta Alfred Eder de Saalfelden ocupou o 4º lugar nas Olimpíadas de Inverno de 1988 em Calgary . No ano do 25º aniversário, os atletas da Associação Esportiva do Exército Austríaco ganharam duas medalhas de prata e uma medalha de ouro participando das Olimpíadas de Inverno de 1992 em Albertville como presente.
Dez anos depois, outro atleta comemorou uma medalha olímpica. Christoph Bieler (HSV Sparkasse Absam) conquistou o bronze na competição por equipes 4 x 5 km ( combinação nórdica ) nos Jogos Olímpicos de Inverno de 2002 em Salt Lake City . Bieler conquistou o ouro na mesma competição no dia 15 de fevereiro, nas Olimpíadas de Inverno de 2006 em Torino.
Mais de 60 esportistas da Associação Esportiva do Exército fazem parte dos Jogos Olímpicos . Mais de 600 medalhas foram conquistadas em campeonatos mundiais, europeus e militares, campeonatos europeus do CISM, também copas mundiais, europeias e alpinas. Além disso, 40 recordes mundiais e europeus e duas melhores performances mundiais foram estabelecidos.
Mais de 3.000 títulos estaduais e austríacos são resultado da promoção específica da juventude, implementada pelos homens de frente da Associação Esportiva do Exército Austríaco, representante do país para um tipo de esporte.
Em 2004, a Associação Esportiva do Exército Austríaco contava com o maior número de membros, com mais de 30.000 pessoas.

## Representante do país para um tipo de esporte
As pessoas representativas do país são eleitas do comitê após necessidade. Suas responsabilidades são a coordenação de esportes competitivos e de alto rendimento. Eles também devem coordenar todo o nível juvenil dos esportes do Exército Austríaco em sua seção. Cursos e a realização de campeonatos da Associação Desportiva do Exército Austríaco também estão incluídos em suas atividades.
Sua área de atuação abrangia todo o território federal . Um representante do país para um tipo de esporte precisa dos seguintes requisitos e deve cumprir essas atividades:
- Expertise em seu tipo de esporte, um instrutor/professor de exigência mínima de educação graduada é esperado.
- Um representante do país para um tipo de esporte deve ter passado no curso de corpo oficial das Forças Armadas da Áustria.
- Ele também deve criar um cronograma de trabalho e plano de financiamento para esportes de alto rendimento e competitivos, bem como para o nível juvenil. Este plano deve cobrir um ano civil.

A Associação Esportiva do Exército Austríaco elegeu os seguintes representantes de países para um tipo de esporte (em janeiro de 2017).
| tipo de esporte | Nome                                 |
| --------------- | ------------------------------------ |
| biatlo          | Subtenente Reinhard Grossegger       |
| Paraquedismo    | Tenente Coronel Gernot Rittenschober |
| Golfe           | Subtenente Dietmar Fellner           |
| Orientação      | Coronel MSD Ewald Mayer              |
| Tiroteio        | Franz Gruber                         |
| Dançando        | DDI Peter Kielhauser                 |
| tênis           | Subtenente Willibald Kienegger       |

## Dias de associação

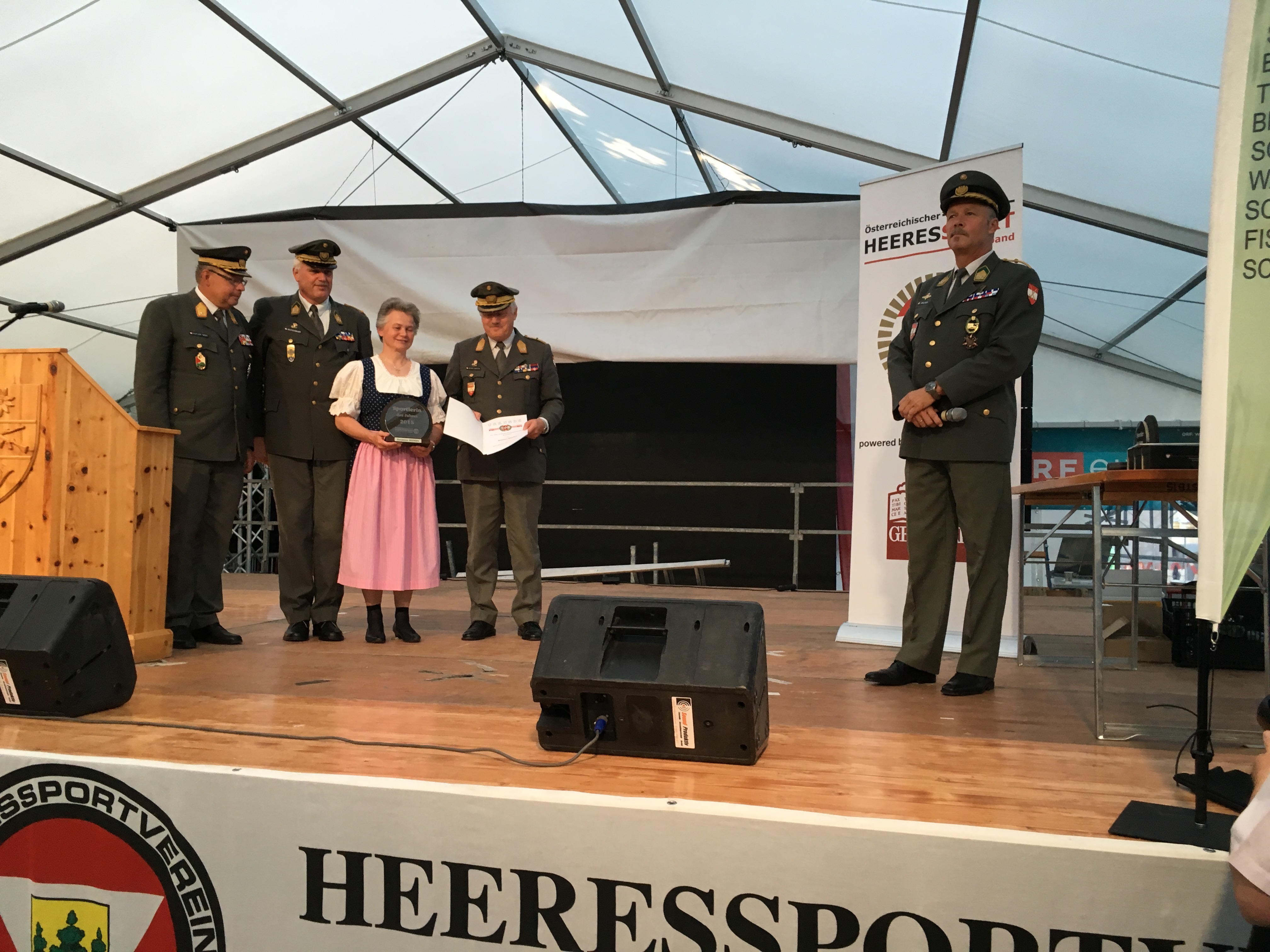
Honra de Susanne Menda 3ª da esquerda.

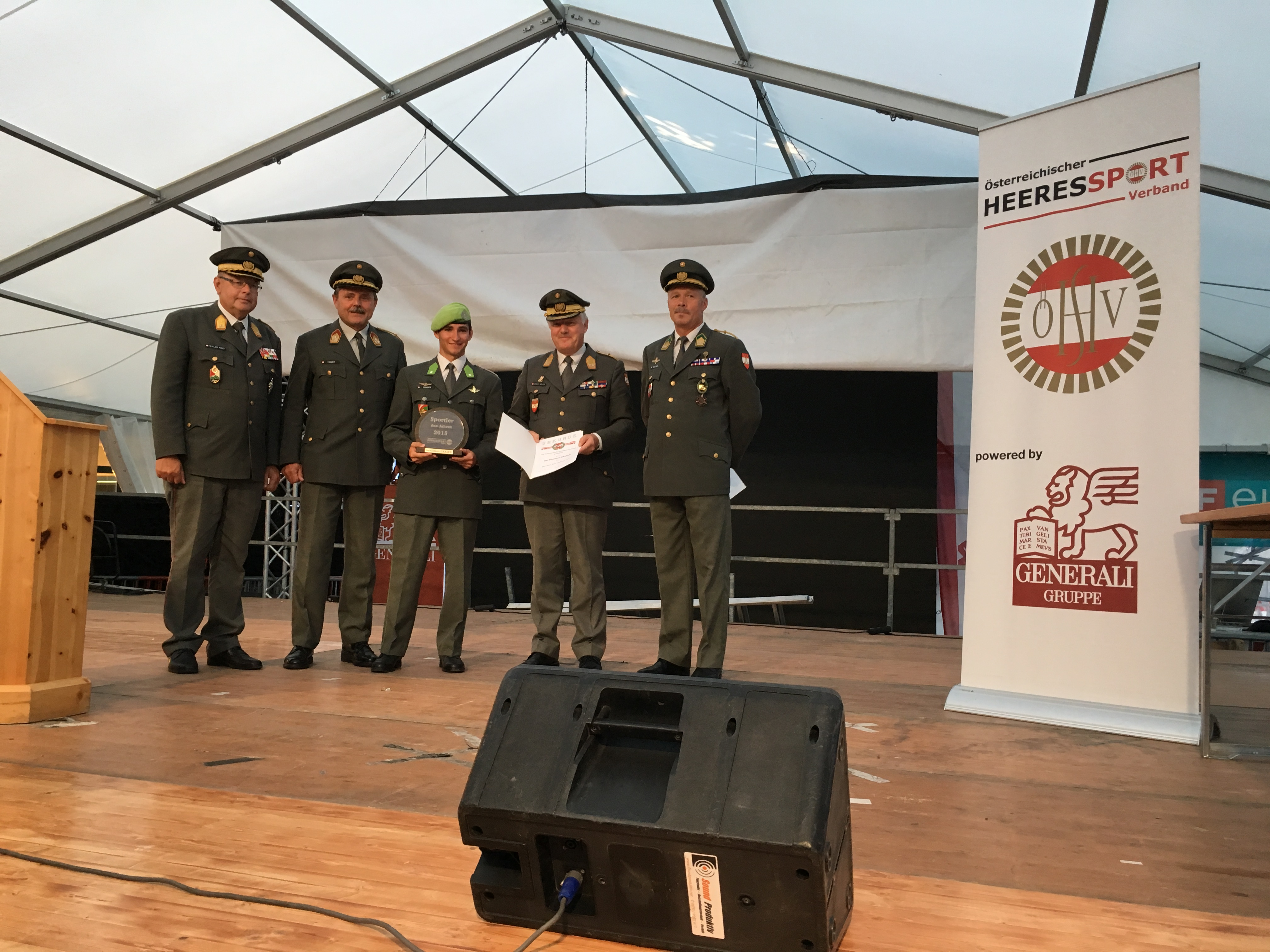
Honra de Sebastian Graser 3º da direita.

Desde 1968, a Associação Esportiva do Exército Austríaco realiza dias anuais de associação. Na maioria das vezes, esse evento leva dois dias.
Para decisões como um novo presidente ou outros julgamentos importantes, os dias de hoje são muito importantes.
Em 2017, o dia da associação será combinado com a cerimônia da ocasião "50 anos da Associação Esportiva do Exército Austríaco". Está previsto entusiasmar cerca de 300 pessoas com os melhores atletas austríacos, entrevistas, uma publicação de aniversário e muito mais. Este evento será nos dias 31 de maio e 1º de junho de 2017.
Em conexão com os 49º dias de associação, o esportista do ano de 2015 Sebastian Graser (Parachuting/HSV Red Bull Salzburg) e a esportista do ano de 2015 Susanne Menda ( Halterofilismo /HSV Langenlebarn) foram homenageados.